# 西田興産
西田興産（にしだこうさん）は、愛媛県大洲市徳森に本社を置く建設会社。

## 事業所
- 本社･大洲生コンクリート工場･大洲アスコン工場 - 愛媛県大洲市徳森248
- PC事業部 - 愛媛県大洲市長浜町拓海3-22
  - 晴海工場 - 愛媛県大洲市長浜町晴海2−2
- 長浜生コンクリート工場 - 愛媛県大洲市長浜町晴海2-9
- 南予環境保全センター - 愛媛県大洲市上須戒丁587-1

## 沿革
- 1948年6月 - 「西田農産化学株式会社」設立。
- 1952年2月 - 「西田工務店」創業。
- 1954年12月　- 西田工務店が西田農産化学株式会社を吸収合併し、「株式会社西田工務店」となる。
- 1969年1月 - 大洲生コンクリート株式会社を吸収合併。
- 1971年6月 - 大和汽船株式会社を吸収合併し、「株式会社西田興産」となる。
- 1973年2月 - 長浜生コン工場を新設。
- 1977年9月 - 大洲アスコン工場を新設。
- 1978年9月 - 長浜スプリットン工場を小野田セメント株式会社より継承。
- 1982年2月 - 四国瓦工場を継承し、陶器瓦の製造販売を開始。
- 1988年2月 - 新社屋が完成。
- 1991年3月 - 長浜PC工場を新設し、PCカーテンウォールの製造販売を開始。
- 1992年10月 - 南予環境保全センターを新設。
- 1999年5月 - 大型ブロック工場を長浜に移設。
- 2001年3月 - 須田トンネルをめぐる県発注の公共事業の丸投げ行為への関与を理由に、国土交通省から営業活動の停止命令、指名停止処分を受ける[2]。
- 2003年9月 - 南予環境保全センター汚泥乾燥システム（Jコンビ）竣工・創業。
- 2005年 - 関連事業として農業生産法人グリーンサラダを設立[3]。
- 2007年2月 - 自社野菜生産施設が完成。
- 2012年
  - 2月 - 南予環境保全センター汚泥発酵処理（汚泥発酵肥料の製造）施設完成。
  - 10月 - 南予環境保全センターの第一期リニューアル拡張工事が完成。
- 2013年2月 - 海砂除塩事業を開始。
- 2014年
  - 8月 - 南予環境保全センターの第二期リニューアル拡張工事完成（拡張工事完了）。
  - 9月　- ISO14001認証取得（管理本部・建設事業部・生産事業部）。

## グループ会社
- 株式会社リ・ライフ（介護用品販売･レンタル、リフォーム事業）
- 株式会社ケーブルネットワーク西瀬戸（ケーブルテレビ事業）
- 伊豫海運株式会社（海運業、一般貨物自動車運送業）
- キラメキケア株式会社（福祉事業）
- 農業生産法人グリーンサラダ[3]

## 関連する人物
- 西田司 - 衆議院議員（オーナー[2]、相談役[4]）